# توونج
توونج (به لاتین: Townj) یک منطقهٔ مسکونی در افغانستان است که در ولایت بلخ واقع شده‌است.